# Pselliophora chaseni
Pselliophora chaseni är en tvåvingeart som beskrevs av Edwards 1932. Pselliophora chaseni ingår i släktet Pselliophora och familjen storharkrankar. Inga underarter finns listade i Catalogue of Life.